# Limnοthalassa Agiou Mama
Limnοthalassa Agiou Mama este o arie protejată (arie specială de conservare — SAC, sit de importanță comunitară — SCI, arie de protecție specială avifaunistică — SPA) din Grecia întinsă pe o suprafață de 626,4 ha, integral pe uscat.

## Localizare
Centrul sitului Limnοthalassa Agiou Mama este situat la coordonatele 40°13′29″N 23°19′57″E / 40.224764°N 23.332464°E.

## Înființare
Situl Limnοthalassa Agiou Mama a fost declarat sit de importanță comunitară în august 1996 pentru a proteja 45 de specii de animale. Alte tipuri de protecție:
- arie de protecție specială avifaunistică (în octombrie 2001)[3]
- arie specială de conservare (în martie 2011)[2][4][5]

## Biodiversitate
Situată în ecoregiunile marină mediteraneană și mediteraneană, aria protejată conține 10 habitate naturale: Bancuri de nisip acoperite în permanență slab de apă marină, Vegetație anuală la limita mareei, Salicornia și alte specii anuale care populează regiunile mlăștinoase și nisipoase, Pășuni mediteraneene udate de apa mării (Juncetalia maritimi), Tufărișuri halofile mediteraneene și termo-atlantice (Sarcocornetea fruticosi), Dune mobile cu vegetație embrionară, Dune mobile de-a lungul țărmului cu Ammophila arenaria („dune albe”), Depresiuni intradunale umede, Sarcopoterium spinosum phryganas, Pseudostepă cu ierburi și specii anuale de Thero-Brachypodietea.
La baza desemnării sitului se află mai multe specii protejate:
- păsări (39): uliu cu picioare scurte (Accipiter brevipes), ciocârlie-de-câmp (Alauda arvensis), rață sulițar (Anas acuta), rață mare (Anas platyrhynchos), fâsă-de-câmp (Anthus campestris), lăstunul mare (Apus apus), stârc cenușiu (Ardea cinerea), rață-cu-cap-castaniu (Aythya ferina), pasărea ogorului (Burhinus oedicnemus), șorecarul comun (Buteo buteo), ciocârlie-cu-degete-scurte (Calandrella brachydactyla), fugaci roșcat (Calidris ferruginea), caprimulg (Caprimulgus europaeus), prundăraș de sărătură (Charadrius alexandrinus), chirighiță-cu-aripi-albe (Chlidonias leucopterus), lebădă de iarnă (Cygnus cygnus), egretă mică (Egretta garzetta), vânturel de seară (Falco vespertinus), lișiță (Fulica atra), becațină comună (Gallinago gallinago), piciorong (Himantopus himantopus), rândunică (Hirundo rustica), Hydrocoloeus minutus, pescăruș râzător (Larus ridibundus), ciocârlie de pădure (Lullula arborea), rață fluierătoare (Mareca penelope), prigoare (Merops apiaster), codobatura galbenă (Motacilla flava), culic cu cioc subțire (Numenius tenuirostris), vrabie negricioasă (Passer hispaniolensis), Phalacrocorax carbo sinensis, flamingo roz (Phoenicopterus roseus), corcodel mare (Podiceps cristatus), Spatula clypeata, chiră de baltă (Sterna hirundo), chiră mică (Sternula albifrons), fluierar negru (Tringa erythropus), fluierar de lac (Tringa stagnatilis), fluierarul cu picioare roșii (Tringa totanus)
- mamifere (1): vidră de râu (Lutra lutra)
- pești (2): Aphanius fasciatus, Barbus strumicae
- reptile (3): țestoasa de baltă (Emys orbicularis), Testudo graeca, țestoasă bănățeană (Testudo hermanni)

Pe lângă speciile protejate, pe teritoriul sitului au mai fost identificate 1 specie de păsări, 1 specie de amfibieni, 1 specie de mamifere, 1 specie de pești, 2 specii de reptile.